# Jean Dussaulx
Pour les articles homonymes, voir Dussaulx.
Jean-Joseph Dusaulx, dit aussi Jean Dussaulx, né à Chartres le 28 novembre 1728 et mort à Paris le 16 mars 1799, est un homme de lettres et homme politique français. Membre de l'Académie royale des inscriptions et belles-lettres, traducteur de Juvénal et disciple de Rousseau, il fut en politique un révolutionnaire modéré.

## Biographie
Petit-neveu du théologien janséniste Pierre Nicole (1625-1695), Jean Dusaulx est le fils de Claude Dusaulx, avocat en parlement, maire de Loens à Chartres, conseiller du Roi, assesseur en la Maréchaussée au département de l'Orléanais, échevin de la ville de Chartres, décédé en 1739, et de Marie Magdeleine Gallois, décédée en 1750.
Il fait ses études au collège de La Flèche, puis aux collèges du Plessis et  Louis-le-Grand à Paris. Avocat en parlement, demeurant à Paris rue du Jardinet, paroisse Saint-Cosme (1751), puis rue Montorgueil, paroisse Saint-Eustache (1755), puis rue des deux portes, paroisse Saint-Sauveur (1756), puis rue du Dauphin, paroisse Saint-Roch (1760), il achète une charge de commissaire de gendarmerie de France et participe durant la campagne de Hanovre à la bataille de Minden  pendant la guerre de Sept Ans. Il partage ses loisirs entre les belles-lettres et sa passion pour le jeu. Alors qu'il se trouve en poste à Lunéville et qu'il n'a encore que 21 ans, il se fait connaître par une traduction des Satires de Juvénal, qui lui ouvre les portes de l'Académie de Stanislas. Il retourne ensuite à Paris, où il peaufine sa traduction, qu'il publie en 1770. L'admiration qu'elle suscite lui vaut d'entrer en 1776 à l'Académie royale des inscriptions et belles-lettres, dont il deviendra membre à part entière lors de la nouvelle fondation de l'Institut en 1795.
Ayant obtenu sa retraite du service militaire, il devient secrétaire du duc d'Orléans. Quand éclate la Révolution, à laquelle il participe avec ardeur malgré son âge déjà avancé, il est nommé commissaire du Comité de la Bastille. En février 1790, il fait devant l'assemblée constituante  un Discours historique dans lequel il retrace l'histoire de la prise de la Bastille et qu'il publie la même année, accompagné d'extraits de son journal. Elu député suppléant à l' assemblée législative en septembre 1791 il est nommé député de la Seine député à part entière le 3 juin 1792, où il se prononce contre la destruction des chefs-d'œuvre artistiques et dénonce les massacres de Septembre. Député à la Convention, il se range parmi les modérés et vote contre l'exécution de Louis XVI. Menacé lui-même d'être condamné à mort par le Comité de salut public, en la personne de Billaud-Varenne, et incarcéré pendant quelque temps à la prison du Port-Libre, il est sauvé par Marat, qui obtient sa grâce en le dépeignant comme un vieux radoteur, incapable d'un acte dangereux.
Il est ensuite deux fois président du Conseil des Anciens, en juillet 1795 et en janvier 1796. Au Conseil, il s'élève avec force contre les loteries, les tripots et les jeux de hasard. Il avait auparavant publié deux ouvrages sur la passion du jeu, dont il avait souffert pendant sa jeunesse. Peu avant sa retraite en avril 1798, il déclare : « Depuis neuf ans que je suis dans les fonctions publiques, ennemi des factieux, étranger à tous les partis, je n'ai plaidé qu'en faveur de la justice et des mœurs... J'ai la douce satisfaction de pouvoir dire que mes mains sont aussi pures que mon cœur. »
Admirateur de Jean-Jacques Rousseau, Dussaulx a entretenu avec le philosophe une longue correspondance, dont il fit paraître vers la fin de sa vie de larges extraits. Dussaulx avait assisté à une lecture des Confessions pendant l'hiver de 1770-1771 et avait eu l'honneur d'organiser un dîner littéraire en hommage à leur auteur. Aussi trouve-t-on de nombreux échos rousseauistes dans la relation de son Voyage à Barège et dans les Hautes-Pyrénées, ouvrage à la manière de Sterne, dans lequel il dit avoir voulu « peindre les sensations et les sentiments que tout homme instruit, sensible et suffisamment organisé, doit éprouver sur des monts de tout premier ordre ».
En 1801, sa veuve, Marie-Jeanne Lieujau, fait imprimer chez Didot jeune des Mémoires sur la vie de J. Dusaulx, qui ne sont pas mis dans le commerce.

### Famille
Son oncle, Jacques Dusaulx, est prêtre licencié de Sorbonne, chanoine de l'église cathédrale de Chartres.
Jean Dusaulx a une sœur unique : Marie Anne Dusaulx, qui le 6 octobre 1751 épouse au Coudray, près de Chartres, Louis Jacques Triballet, écuyer, conseiller du Roi, commissaire des guerres employé au département de Longwy (1751), puis au département d'Alençon (1754), puis à l'armée du Bas-Rhin dans la ville et principauté de Gottingen (1758), fils de Michel Triballet, receveur des tailles de l'élection de Chartres et de Marie Madeleine Jahan de Lislet.

## Principales publications
- Les Satires de Juvénal, traduites par M. Dusaulx, 1770. Révisée par Jules Pierrot et rééditée par Felix Lemaistre dans les Œuvres complètes de Juvénal et de Perse, Garnier, Paris, 1866 Texte en ligne
- Satires de Perse, Traduites en Vers et en Prose, Pour servir de suite à la Traduction de Juvenal. avec un discours sur la satire et les satiriques par [ Jean-François Dreux du Radier, juriste homme de lettre]. Paris, chez la Vve Duchesne, 1772.
- Lettre et réflexions sur la fureur du jeu, auxquelles on a joint une autre lettre morale, 1775
- De la Passion du jeu, depuis les temps anciens jusqu'à nos jours, 1779
- De l'Insurrection parisienne et de la prise de la Bastille, 1790

- Voyage à Barège et dans les Hautes-Pyrénées, fait en 1788, 1796
- De mes rapports avec J.-J. Rousseau et de notre correspondance, suivie d'une notice très importante, 1798